# وليام كاتونيفيري
وليام كاتونيفيري (مواليد 20 أبريل 1964) هو سياسي من فيجي، يشغل حالياً منصب رئيس فيجي منذ نوفمبر 2021.